# Gustave Tamba
Pour les articles homonymes, voir Tamba.
Gustave Tamba est un boxeur français né le 4 juillet 1991.

## Biographie

### Boxeur amateur
Jeune, il pratique plusieurs années les joutes à Saint-Raphaël dans le Var et joue gardien de but au Stade raphaëlois. À l'âge de 20 ans, Gustave Tamba débute la boxe à la salle Pierre-Argenti de Fréjus. Entraîné par le double champion de France des poids légers en 1998 et 2000, Yannick Paget, il dispute quatre saisons chez les amateurs pour trente-huit combats. Classé deuxième de la catégorie des poids moyens derrière Christian M'Billi-Assomo, il n’est pas sélectionné pour les Jeux olympiques d'été de 2016 et passe professionnel.

### Boxeur professionnel
Il mène sa carrière de boxeur en parallèle de son métier de conducteur d'engins dans une entreprise de travaux publics. Tamba enchaîne les victoires et signe un contrat de quatre ans avec le promoteur Malamine Koné. Il met knockout Martin Owono dans la première reprise dans une soirée de boxe organisée à Dakar au Sénégal en 2018. En mars 2019, à Grande-Synthe, Tamba devient champion de France des poids super-moyens dans un combat expéditif lors duquel les deux boxeurs vont au tapis avant que Tamba ne contraigne l’arbitre à l’arrêter son adversaire nantais Shamil Ismailov dans la première reprise,. Il défend sa ceinture avec succès à deux reprises contre Steven Crambert, avant de l’abandonner pour disputer un titre européen.
Le 1er avril 2022, Gustave bat à Fréjus Dragan Lepei par arrêt de l'arbitre au second round et s'empare de la ceinture de champion d'Europe EBU des poids super-moyens.